# Down the Road
Down the Road är ett musikalbum av Stephen Stills grupp Manassas som lanserades 1973 på Atlantic Records. Det var gruppens andra och sista LP. Den blev inte en lika stor framgång som deras föregående självbetitlade dubbelalbum. "Isn't It About Time" släpptes som singel och nådde en blygsam 56'e placering på Billboard Hot 100.

## Låtlista
(kompositör inom parentes)
1. "Isn't It About Time" (Stephen Stills) – 3:02
2. "Lies" (Chris Hillman) – 2:55
3. "Pensamiento" (Stills, Nelson Escoto) – 2:36
4. "So Many Times" (Hillman, Stills) – 3:30
5. "Business on the Street" (Stills) – 2:55
6. "Do You Remember The Americans" (Stills) – 2:05
7. "Down The Road" (Stills) – 3:16
8. "City Junkies" (Stills) – 2:50
9. "Guaguancó de Veró" (Stills, Joe Lala) – 2:51
10. "Rollin' My Stone" (Stills, Calvin Samuels) – 4:50

## Listplaceringar
| Lista (1973)   | Position             |
| -------------- | -------------------- |
| Kanada         | 31 (RPM)             |
| Storbritannien | 33 (UK Albums Chart) |
| Sverige        | 18 (Kvällstoppen)    |
| USA            | 26 (Billboard 200)   |